# Волфрад I фон Крутхайм
Волфрад I фон Крутхайм-Краутхайм (на немски: Wolfrad I von Crutheim; Wolfrad I von Krautheim; * ок. 1170; † сл. 23 януари 1234) е господар на Крутхайм-Краутхайм в Баден-Вюртемберг.

## Произход и управление
Той е син на Готфрид или Еберхард фон Крутхайм/Краутхайм. Брат е на Крафто де Лара/Швайнсберг († сл. 1245) и Конрад фон Клингенфелс († сл. 1245).
Волфрад I създава през 1213 г. в Крутхайм замък Краутхайм.

## Фамилия
Волфрад I фон Крутхайм се жени за Аделхайд фон Боксберг († сл. 1213), дъщеря на Конрад III фон Боксберг († сл. 1182/1212) и Аделхайд фон Лауда. Те имат децата:
- Волфрад II фон Крутхайм († 1252), женен за фон Грумбах-Ротенфелс
- Конрад фон Крутхайм († сл. 1266), женен за Кунигунда фон Еберщайн († сл. 1266),
- Крафто фон Крутхайм-Боксберг († 1271), господар на Швайнберг, женен I. за Имагина, II. за Ирменгардис († сл. 1231), III. за Елизабет фон Велденц? († сл. 1249), IV. сл. 1249 г. за графиня Аделхайд фон Велденц († 1268), дъщеря на граф Герлах IV фон Велденц († 1245) и Беатрикс фон Вилдграф фон Даун († сл. 1245)
- дъщеря фон Крутхайм, омъжена за граф Улрих фон Хелфенщайн
- Рихца фон Краутхайм († сл. 10 декември 1262), омъжена пр. 21 ноември 1223 г. за граф Готфрид I фон Хоенлое-Романя († сл. 1254/1255)